# جام باشگاه‌های تهران ۱۳۵۲
جام باشگاه‌های تهران ۱۳۵۲ دوره‌ای از مسابقات جام باشگاه‌های تهران بود که از ۲۶ مردادماه ۱۳۵۲ آغاز و در ۱۷ بهمن ماه به پایان رسید. این دوره از مسابقات با شرکت ۱۲ تیم در یک گروه انجام شد و در پایان تیم هما به عنوان قهرمانی دست یافت، تیم بوتان در جایگاه دوم جدول ایستاد و تیم آرارات نیز سوم شد. تیم هما با قهرمانی در این مسابقات به عنوان سهمیه تهران به مسابقات جام تخت جمشید ۱۳۵۳ راه یافت. تیم های تهرانجوان و قصریخ نیز به دسته دوم سقوط کردند.شائبه های تبانی در روز آخر مسابقات وجود داشت بطوری که هما با چهار گل از افسر شکست خورد تا این تیم در دسته اول باقی بماند. 

## تیم های شرکت کننده
مسابقات با حضور ۱۲ تیم برگزار شد. ۷ تیم پرسپولیس، پاس، عقاب، تاج، برق، راه آهن و بانک ملی به دلیل حضور در لیگ تخت جمشید در این دوره مسابقات حضور نداشتند. تیم های آتش نشانی، گارد و دیهیم نیز منحل شده بودند. بازیکنان تیم گارد به تیم تازه تاسیس هما و بازیکنان دیهیم نیز به تیم تازه تاسیس بوتان  پیوستند. تیم های نفت و ایرانا  دیگر باشگاه تازه وارد به جام باشگاه های تهران بود. باشگاه های شهباز و تهرانجوان  نیز بعد از بازگشایی مجدد اجازه حضور در مسابقات را یافتند. 

## جدول رده‌بندی
| رتبه | باشگاه    | بازی | برد | مساوی | باخت | گل‌زده | گل‌خورده | امتیاز |
| ---- | --------- | ---- | --- | ----- | ---- | ----- | ------- | ------ |
| ۱    | هما       | ۱۱   | ۹   | ۰     | ۲    | ۲۱    | ۸       | ۱۸     |
| ۲    | بوتان     | ۱۱   | ۶   | ۳     | ۲    | ۱۱    | ۵       | ۱۵     |
| ۳    | آرارات    | ۱۱   | ۵   | ۵     | ۱    | ۱۱    | ۵       | ۱۵     |
| ۴    | اقبال     | ۱۱   | ۵   | ۲     | ۴    | ۱۳    | ۱۰      | ۱۲     |
| ۵    | شهباز     | ۱۱   | ۴   | ۴     | ۳    | ۱۱    | ۱۳      | ۱۲     |
| ۶    | پیام      | ۱۱   | ۴   | ۳     | ۴    | ۹     | ۶       | ۱۱     |
| ۷    | افسر      | ۱۱   | ۳   | ۴     | ۴    | ۹     | ۱۱      | ۱۰     |
| ۸    | ایرانا    | ۱۱   | ۳   | ۴     | ۴    | ۱۰    | ۱۳      | ۱۰     |
| ۹    | شهربانی   | ۱۱   | ۴   | ۳     | ۵    | ۶     | ۱۱      | ۹      |
| ۱۰   | نفت       | ۱۱   | ۳   | ۲     | ۶    | ۱۰    | ۱۴      | ۸      |
| ۱۱   | تهرانجوان | ۱۱   | ۳   | ۲     | ۶    | ۲     | ۷       | ۸      |
| ۱۲   | قصریخ     | ۱۱   | ۱   | ۲     | ۸    | ۶     | ۱۴      | ۴      |

## گلزنان برتر
| # | گلزنان         | تعداد گل | تیم     |
| - | -------------- | -------- | ------- |
| ۱ | حبیب علیزاده   | ۶        | هما     |
|   | علیرضا میرشکار | ۶        | بوتان   |
| ۳ | بهرام صلح کنان | ۵        | شهباز   |
|   | حمید مجدتیموری | ۵        | نفت     |
| ۵ | فاروق شافعی    | ۴        | شهربانی |
|   | علیرضا خورشیدی | ۴        | هما     |
|   | علی‌رضا عزیزی   | ۴        | هما     |